# Ozodiceromya rugifrons
Ozodiceromya rugifrons är en tvåvingeart som först beskrevs av Krober 1914.  Ozodiceromya rugifrons ingår i släktet Ozodiceromya och familjen stilettflugor.
Artens utbredningsområde är Chihuahua (Mexiko). Inga underarter finns listade i Catalogue of Life.